# Liste der Ministerpräsidenten des Volksstaates Hessen
Die Liste der Ministerpräsidenten des Volksstaats Hessen verzeichnet die Regierungschefs des Volksstaats Hessen (1918–1934).
| Staatspräsident              | Kabinett   | Beteiligte Parteien | Amtszeit  | Anmerkungen                                                   |
| ---------------------------- | ---------- | ------------------- | --------- | ------------------------------------------------------------- |
| Carl Ulrich (SPD)            | Ulrich I   | SPD, DDP, Zentrum   | 1919      |                                                               |
| Carl Ulrich (SPD)            | Ulrich II  | SPD, DDP, Zentrum   | 1919–1927 | Staatspräsident ab 1920                                       |
| Carl Ulrich (SPD)            | Ulrich III | SPD, DDP, Zentrum   | 1927–1928 |                                                               |
| Bernhard Adelung (SPD)       | Adelung    | SPD, DDP, Zentrum   | 1928–1933 | Staatspräsident                                               |
| Ferdinand Werner (NSDAP)     | Werner     | NSDAP               | 1933      | Gewählter Staatspräsident, dann ernannter Ministerpräsident   |
| Philipp Wilhelm Jung (NSDAP) | Jung       | NSDAP               | 1933–1935 | Ministerpräsident                                             |
| Jakob Sprenger (NSDAP)       | Sprenger   | NSDAP               | 1935–1945 | Als Reichsstatthalter gleichzeitig Führer der Landesregierung |